# Tommy Tuberville
Thomas Hawley Tuberville (Camden, Arkansas, 18 de septiembre de 1954) es un entrenador y jugador retirado de fútbol americano y político estadounidense. Miembro del Partido Republicano, fue elegido senador de los Estados Unidos por Alabama en las elecciones de 2020, derrotando al senador en el cargo Doug Jones. Juró el cargo el 3 de enero de 2021, por un período de 6 años.

## Biografía

### Primeros años
Tuberville nació y se crio en Camden, Arkansas, uno de los tres hijos de Charles y Olive Tuberville. Se graduó de Harmony Grove High School en Camden en 1972. Asistió a la Universidad del Sur de Arkansas, donde hizo letras en el fútbol como seguridad para los Muleriders y jugó dos años en el equipo de golf. Recibió un B.S. en educación física de SAU en 1976. En 2008, fue incluido en el Salón de la Fama del Deporte de la Universidad del Sur de Arkansas y en el Salón de la Fama del Deporte de Arkansas.

### Carrera profesional
Tuberville fue entrenador en jefe de fútbol americano en la Universidad de Misisipi de 1995 a 1998, la Universidad de Auburn de 1999 a 2008, la Universidad Tecnológica de Texas de 2010 a 2012 y la Universidad de Cincinnati de 2013 a 2016.
Tuberville recibió los premios 2004 Walter Camp y Bear Bryant Coach of the Year después de la temporada 13-0 de Auburn, en la que Auburn ganó el título de la Southeastern Conference y el Sugar Bowl, pero quedó fuera del BCS National Championship Game. Obtuvo la victoria número 100 de su carrera el 6 de octubre de 2007, una victoria por 35–7 sobre Vanderbilt. Es el único entrenador en la historia del fútbol americano de Auburn en vencer a su rival en el estado, Alabama, seis veces consecutivas.
En 2015, Tuberville fue presidente de la Asociación de Entrenadores de Fútbol Americano. Durante 2017, trabajó para ESPN como analista de color para su cobertura de fútbol americano universitario.
Tras su retiro de Auburn, Tuberville se vio involucrado en un caso de fraude por malversación de 5,2 millones de dólares estadounidenses, negó las acusaciones, alegó que era también una víctima del fraude, y no se le presentaron cargos.

## Senador de los Estados Unidos

### Elecciones de 2020
En agosto de 2018, Tuberville se muda a Alabama para competir por el puesto del senado que hoy en día ocupa el demócrata Doug Jones. En abril de 2019 anunció que entraría en la carrera republicana por la nominación para intentar derrotar al senador Jones. Tuberville se alió estrechamente con el presidente Donald Trump y con la mayoría de sus políticas, como el apoyo a un muro fronterizo con México, eliminar Obamacare, ser escéptico con el cambio climático, y propone además recortar algunos planes sociales, excepto la Seguridad Social, Medicare o Medicaid.
En las primarias, Tuberville figuró ganador en primera vuelta frente al exfiscal general y exsenador Jeff Sessions, con una estrecha victoria de 33 %-31 %. En la segunda vuelta, Tuberville derrotó por un amplio margen a Sessions al obtener el 60 % de votos. Se enfrentó al senador demócrata en funciones Doug Jones en la elección general, y los sondeos indicaban que estaba fuertemente favorecido de ganar los comicios. Finalmente, Tuberville venció a Jones con alrededor de 60 % de votos. Tras su victoria, recibió felicitaciones vía telefónica del vicepresidente Mike Pence.

### Término
Tuberville asumirá como senador del 3 de enero de 2021, cargo en el que permanecerá durante seis años.